# 흰머리여우원숭이
흰머리여우원숭이 (Eulemur albifrons)는 여우원숭이과에 속하는 영장류의 일종이다. 흰이마갈색여우원숭이 또는 흰이마여우원숭이로도 알려져 있다. 마다가스카르섬 북동부에서만 발견된다. 나무 위에서 주로 생활하는 수목형 동물이며, 우림의 나무 상단에서 주로 발견된다.